# Miguel de Múzquiz y Goyeneche, hrabia de Gausa
Miguel de Múzquiz y Goyeneche, hrabia de Gausa – obraz olejny hiszpańskiego malarza Francisca Goi (1746–1828), przedstawia hiszpańskiego polityka Miguela de Múzquiz y Goyeneche.

## Okoliczności powstania
Miguel de Múzquiz y Goyeneche (1719–1785), hiszpański polityk oświeceniowy i reformator, pochodził ze szlacheckiej rodziny z Navarry. Zdobył szerokie wykształcenie, które nieustannie uzupełniał; swoją wiedzą i inteligencją wyróżniał się na królewskim dworze, gdzie cieszył się poważaniem. Po buncie mieszczan Madrytu w 1766 Karol III mianował go ministrem skarbu państwa; stanowisko to piastował przez 19 lat. Wspierał rozwój rolnictwa i rozbudowę sieci kanałów żeglownych. Współpracował przy założeniu Banku Narodowego San Carlos, z jego inicjatywy wprowadzono niższe podatki stymulujące handel. Za swoje osiągnięcia otrzymał tytuł hrabiego de Gausa.
Kiedy zamówiono jego portret w latach 1783–1785, Múzquiz pełnił funkcję pierwszego sekretarza stanu i znajdował się u szczytu kariery. Możliwe, że on sam zamówił portret u Goi, lub zlecił go ktoś podziwiający jego osobę. Obraz mógł także powstać krótko po jego śmierci w 1785, na zamówienie ministerialnego następcy Múzquiza, hrabiego de Lerena. Goya znał Múzquiza osobiście, gdyż ten był odpowiedzialny za wynagrodzenie malarza za pracę dla Królewskiej Manufaktury Tapiserii Santa Bárbara.

## Opis obrazu
Polityk został przedstawiony w całej postaci; jego strój odzwierciedla sprawowaną funkcję ministerialną. W klapie kaftana widoczne są Order Karola III i Zakonu Santiago. Pod lewym ramieniem trzyma kapelusz, a w prawej ręce list. Elegancki stół i zielona zasłona nadają kompozycji powagi odpowiedniej dla statusu postaci, Goya podkreśla hierarchię na wzór swojego mistrza Velázqueza. Twarz portretowanego ujmuje jego charakter i inteligencję.

## Proweniencja
Obraz pojawia się w katalogu hrabiego de la Viñaza (1887) i Arauja Sáncheza (1896), mimo to jego istnienie i atrybucja były podawane w wątpliwość. Możliwe, że autorzy tych katalogów zakładali istnienie portretu na podstawie rysunku popiersia hrabiego de Gausa, który Goya wykonał jako wzór do litografii. Obraz należał do malarza Pabla Milá y Fontanals, a po jego śmierci w 1883 trafił do kolekcji markiza de Casa Torres. Pod koniec XIX w. portret został sfotografowany. W 1993 Bank Hiszpanii zakupił portret od spadkobierców markiza.